# Rhamphosipyloidea
Rhamphosipyloidea is een geslacht van Phasmatodea uit de familie Diapheromeridae. De wetenschappelijke naam van dit geslacht is voor het eerst geldig gepubliceerd in 1908 door Redtenbacher.

## Soorten
Het geslacht Rhamphosipyloidea omvat de volgende soorten:
- Rhamphosipyloidea berenice (Stål, 1877)
- Rhamphosipyloidea brevipennis (Redtenbacher, 1908)
- Rhamphosipyloidea calliope (Stål, 1877)
- Rhamphosipyloidea gorkomi (Hausleithner, 1990)
- Rhamphosipyloidea longithorax (Redtenbacher, 1908)
- Rhamphosipyloidea palumensis Hasenpusch & Brock, 2007
- Rhamphosipyloidea philippa (Stål, 1877)
- Rhamphosipyloidea queenslandica (Sjöstedt, 1918)
- Rhamphosipyloidea viridis (Redtenbacher, 1908)